# Stesagora
Stesagora, figlio di Cimone Coalemo (in greco antico: Στησαγόρας?, Stesagòras; VI secolo a.C. – Penisola di Gallipoli, 516 a.C.), è stato un militare e politico ateniese.

## Biografia
Stesagora succedette allo zio Milziade il Vecchio come tiranno delle colonie greche del Chersoneso Tracico e continuò la guerra contro Lampsaco, iniziata dal suo predecessore.
Poco tempo dopo, però, fu assassinato da un uomo che s'era finto disertore dei nemici (516 a.C.); visto che non aveva figli, gli succedette suo fratello Milziade, colui che in seguito sconfisse i Persiani a Maratona (490 a.C.).